# Veias intercostais
As veias intercostais são veias do tórax.